# Пчелари
Пчелари (болг. Пчелари) — село в Болгарии. Находится в Хасковской области, входит в общину Стамболово. Население составляет 197 человек.

## Политическая ситуация
В местном кметстве Пчелари, в состав которого входит Пчелари, должность кмета (старосты) исполняет Мустафа Изет Шен (Движение за права и свободы (ДПС)) по результатам выборов правления кметства.
Кмет (мэр) общины Стамболово — Гюнер Фариз Сербест (Движение за права и свободы (ДПС)) по результатам выборов в правление общины.